# Graphania temenaula
Graphania temenaula är en fjärilsart som beskrevs av Edward Meyrick 1907. Graphania temenaula ingår i släktet Graphania och familjen nattflyn. Inga underarter finns listade i Catalogue of Life.